# Фровиль
Фрови́ль (фр. Froville) — коммуна во французском департаменте Мёрт и Мозель региона Лотарингия. Относится к  кантону Байон.	

## География
Фровиль	 расположен в 28 км к юго-востоку от Нанси. Соседние коммуны: Эньевиль на севере, Энво на северо-востоке, Клайер на востоке, Борвиль на юго-востоке, Виллакур на юге, Вирекур и Байон на западе.

## История
- Церковь Frodonis Villa была построена в 1080 году монахами Клюни.

## Происхождение названия
В 1090 году латинизированное название деревни было Frodonis villa, т.е. «ферма Фродо» от германского имени Фродо. Часто встречающийся суффикс -виль означает деревня либо сельская ферма.

## Демография
Население коммуны на 2010 год составляло 121 человек.
| 1962 | 1968 | 1975 | 1982 | 1990 | 1999 | 2010 |
| ---- | ---- | ---- | ---- | ---- | ---- | ---- |
| 137  | 124  | 101  | 116  | 120  | 123  | 121  |

## Достопримечательности
- Церковь Нотр-Дам 1080 года, бывшая церковь бенедиктинцев. Сохранились колокольня XII века, придел и ворота XV века, неф и основа XI века, деревянный алтарь XVIII века. Здесь находятся средневековые захоронения. В 1922 году часть аркады готического входа была перевезена в США, где ныне встроена во вход музея в Нью-Йорке.

## См.также
- Фрувиль — коммуна с похожим названием в бывшем департаменте Сена и Уаза.